# A Bleach világa
A Bleach világának felosztása a legtöbb valláshoz hasonlóan az élők és holtak világára oszlik, és a lelket a testtől függetlennek tekinti. Az élő emberek elsősorban Japánban élnek, az "üdvözült" lelkek a Soul Society nevű mennyországszerű helyre kerülnek, a gonosz lelkek pedig a pokolba. A Soul Societyben a szellemek sokkal tovább élnek, mint az emberek az élő világban, akár több száz évig is. Ha egy lélek meghal a Soul Societyben, akkor újjászületik ismét a Földön, a két világ között pedig egyensúly áll fent.
A Bleach szereplői többféleképpen képesek a világok közt átkelni. A shinigamik a zanpakutojuk segítségével képesek kaput nyitni, és egy pillangó alakú lélek segíti őket utukban, hogy biztonsággal célhoz érjenek. A lelkek a lélektemetés után indulnak el szintén lepke formában ezen az úton. Az élő emberek egy speciális kapun keresztül juthatnak át a Soul Societybe, de ez rendkívül veszélyes. A hollowok pedig képesek a saját dimenziójukba átjutni, mintegy "feltépve" a teret. Urahara vizsgálatai eredményeként szintén képes kaput nyitni a Hueco Mundoba.

## Helyszínek

### Élők világa
Az élők világa a modern Japán egy elképzelt városa: Karakura. Ebben a világban járnak iskolába Icsigo és barátai és itt harcolnak a lidércekkel. A jelentősebb helyszínek itt az iskola, Urahara vegyesboltja, a folyó, a temető, a Kuroszaki kórház, az Isida kórház, valamint Icsigo, Orihime és Keigo otthona.

### Lelkek Világa
A Lelkek Világa (尸魂界 (ソウル・ソサエティ); Soul Society) a lelkek országa, négyfelé oszlik. A négy régió közepén fekszik a Tiszta Lelkek Városa, más néven Seireitei (瀞霊廷), azon kívül pedig Rukongai (流魂街), azaz a Vándorló Lelkek Városa. Rukongaiban élnek mindazok, akik nem halálistenek. Rukongai 80 kerületre van felosztva, ezek között is vannak jobb és rosszabb hírűek is, a sorszámuk pedig minőségükre utal. Uralkodója a király, aki azonban egy egész másik dimenzióban él, és nem szól bele a Soul Society ügyeibe.

### Hueco Mundo
A Hueco Mundo egy sivatagszerű terület, a lidércek világa (a hueco annyit jelent, hogy üres). Ebben a világban élnek a lidércek és innen portyáznak át az emberek világába lakmározni. Itt nem lehet őket megtalálni, de képesek kaput nyitni a dimenziók között, és ezt már érzékeli a Lelkek világa, és így képes előre jelezni a lidércbetörést. 

#### Las Noches
A város Aizen Szószuke irányítása alatt áll. A városban található Aizen hollow serege az Espadak vezetésével, illetve a 2 áruló halálisten, akik Aizen mellé álltak: Tószen Kaname és Icsimaru Gin. A várost a külső behatolóktól a régebbi Espadak, (akiket Tres Cifrasnak vagy Privaron Espadaknak neveznek) és az Exequias tagjai védik.
Las Noches-ben 2 szabály van:
1. az Espada-k nem használhatják a Gran Ray Cero-t amihez az espadák a vérüket használják katalizátorként;
2.  4 vagy annál kisebb számot viselő Espadák nem oldhatják fel zanpakutóját.
Ez a 2 dolog azért tiltott, mert mindkettő megsemmisítheti a várost.

### Pokol
A pokolba az elkárhozott lelkek kerülnek, akik életükben sok gonoszságot és halálos bűnt követtek el. Amikor egy lidércet egy zanpaktóval levágnak, lelke megtisztul a lidércként elkövetett bűnöktől, de a megelőző életében elkövetettektől nem. Ha valaki ide kerül, akkor megjelenik a Pokol kapuja, egy csontvázakkal kirakott kapu, és a lelket behúzza az örvény. A 2010 decemberében megjelent 4. mozifilm egy része a pokolban játszódik.

### Királyi palota
A királyi palota egy külön dimenzióban található, ahová csak a „palota kulcsá”-val lehet bejutni, amit egy lélekmérföldön belül 100.000 lélek egybe olvasztásával lehet létrehozni. Az egyetlen helyszín ahol ez megvalósítható az élők világában van és Icsigo szülővarosa azaz Karakura város. A királyi palotában székel a Lelkek Világának ugyan névleges de mindenki által elismert királya, a lelkek királya.